# Нониус
Но́ниус (шкала́-но́ниус, шкала́ Но́ниуса, вернье́р) — вспомогательная шкала, устанавливаемая на различных измерительных приборах и инструментах, служащая для более точного определения количества долей делений основной шкалы. Назван в честь португальского математика Педро Нуниша (лат. Nonius), предложившего математическую шкалу для подобного инструмента.

## Принцип работы
Принцип работы шкалы основан на том факте, что человек гораздо точнее замечает совпадение делений, чем определяет относительное расположение одного деления между другими.
Шкала-нониус имеет деления, расстояние между которыми на определенную величину меньше, чем между делениями основной шкалы. Одно деление нониуса может соответствовать как одному делению основной шкалы, так и нескольким. В последнем случае разность длин пропорционально увеличивается. Цену деления нониуса Fnon можно определить по формуле:
{\displaystyle F_{non}={\biggl (}L_{main}-{\frac {L_{non}}{n}}{\biggr )}\cdot F_{main}},
где
Lmain, Lnon — длина деления соответственно основной шкалы и нониуса;
n — количество всех полных делений основной шкалы и одного неполного, которые соответствуют одному делению нониуса;
Fmain — цена деления основной шкалы.
При выполнении измерений по положению нулевой отметки нониуса определяют целое количество делений основной шкалы Nmain, а по наилучшему совпадению отметок нониуса с отметками основной шкалы — количество делений нониуса Nnon. Значение V измеряемой величины определяется как сумма произведения количества делений основной шкалы на цену её деления и соответствующего произведения для нониуса по формуле:
{\displaystyle V=N_{main}\cdot F_{main}+N_{non}\cdot F_{non}}.
Принцип нониуса впервые был изобретён Абу Али ибн Синой.
«В „Книге о способе, предпочитаемом другим способам при конструировании наблюдательного инструмента“ (Макала фи-т-тарик ал-лази асараху ‘ала саир ат-турук фи иттихаз ал-ала ар-расадиййа), изданной с немецким переводом Э. Видеманом и Т. В. Йёйнболлом [Wiedemann E., Juynboll Th. W. Avicennas Schrift über ein von ihm ersonnenes Beobachtungsinstrument. — Acta Orientalia, 1927, Bd. 5, S. 81-167], Ибн Сина описал изобретённый им наблюдательный инструмент, который по его мнению, должен был заменить астролябию; интересно, что в этом инструменте для уточнения измерений впервые применялся принцип нониуса» (Розенфельд, с. 80–81). Название «нониус» это приспособление получило в честь португальского математика Педру Нуниша (1502—1578), который изобрёл прибор другой конструкции, использующий тот же принцип. Современная конструкция шкалы была предложена в 1631 году французским математиком Пьером Вернье, в честь которого её называют также «вернье́р».

## Галерея
- Нониус штангенциркуля с точностью 0,02 мм
- Измерения штангенциркулем (видеодемонстрация)